# Borek (district de České Budějovice)
Pour les articles homonymes, voir Borek.
Borek est une commune du district de České Budějovice, dans la région de Bohême-du-Sud, en République tchèque. Sa population s'élevait à 1 579 habitants en 2023.

## Géographie
Borek se trouve à 6 km à l'est-nord-est du centre de České Budějovice — et fait partie de son agglomération — et à 118 km au sud-sud-est de Prague.
La commune est limitée par Hosín au nord, par Lišov et Libníč à l'est, par Úsilné au sud et par Hrdějovice à l'ouest

## Histoire
En 1924, la commune, qui s'appelait alors Bida, adopta son nom actuel de Borek.

## Galerie

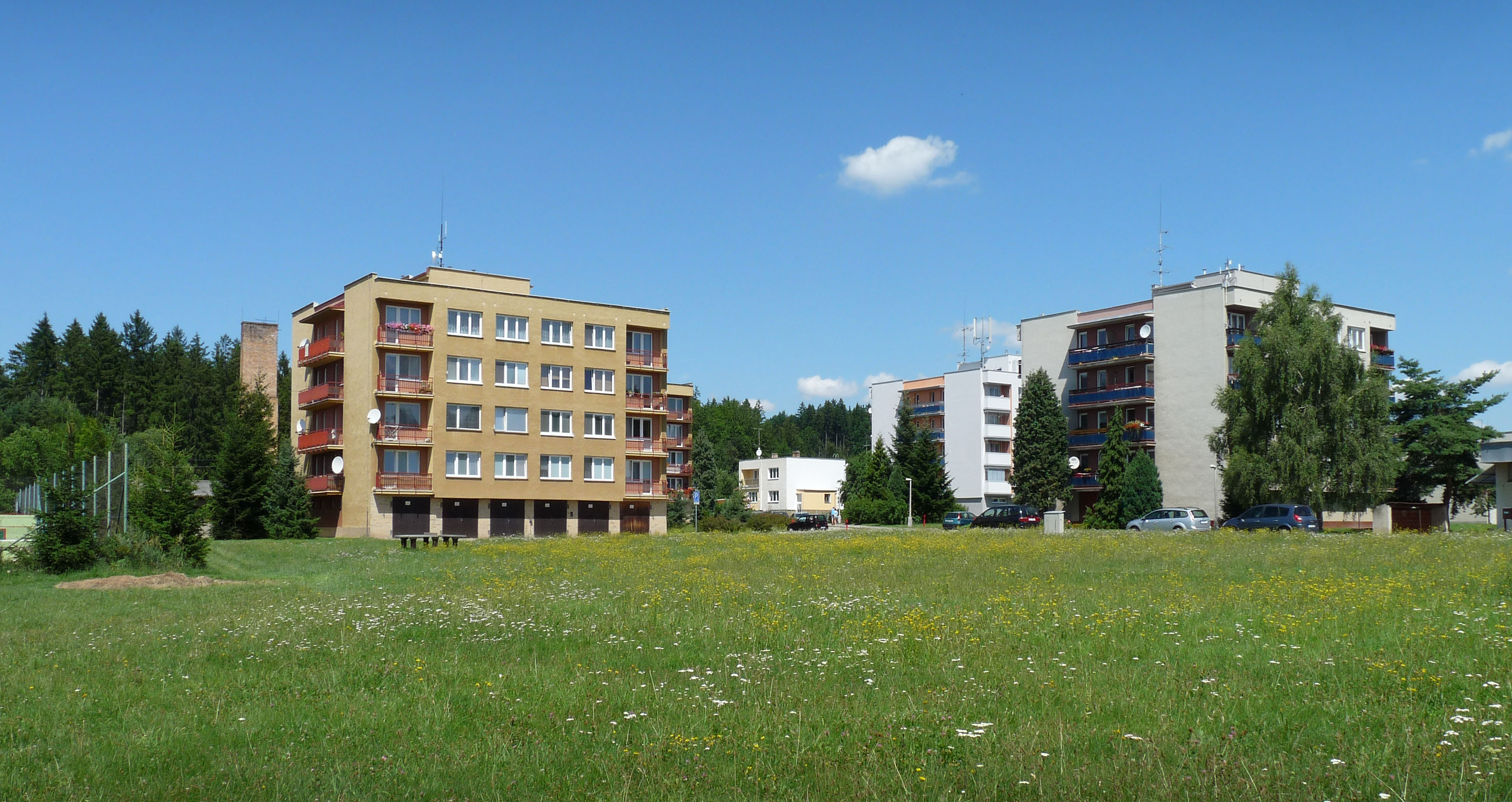
Družstevní : immeubles résidentiels.
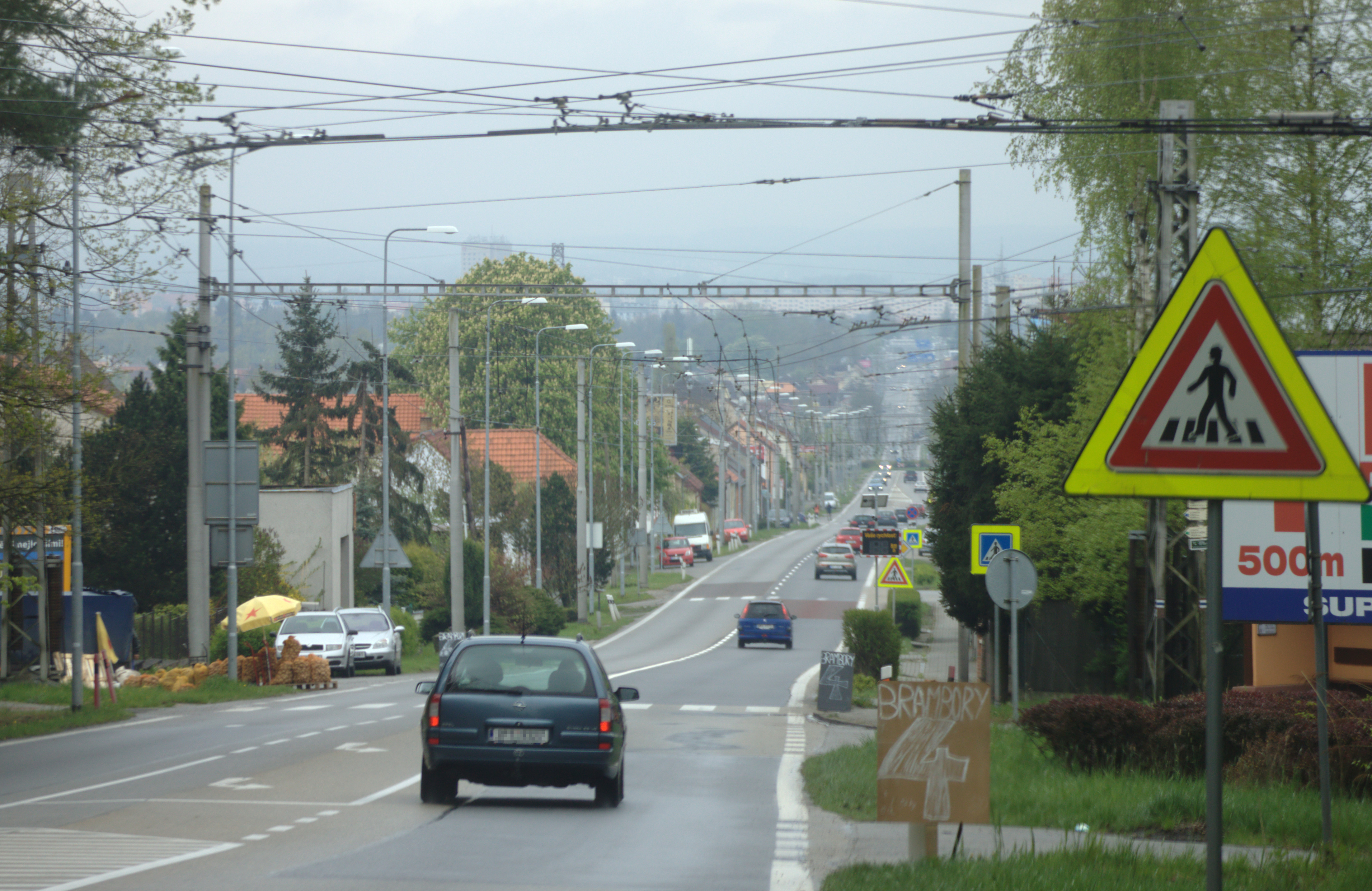
Rue principale.

## Transports
Par la route, Borek se trouve à 6,2 km de České Budějovice et à 144 km de Prague.